# 夜行人生 (小說)
《夜行人生》（英語：Live by Night）是2012年出版的犯罪小說，作者是丹尼斯·勒翰。該書贏得2013年愛倫·坡獎。

## 劇情
1926年的波士頓，在禁酒令的限制下，私釀酒廠、地下酒吧、幫派分子與腐敗警察形成盤根錯節的網路。身為高階警官之子的喬·考夫林（Joe Coughlin），脫離了童年時代的小偷小盜，投靠全波士頓最可怕的黑幫之一艾伯特。除了金錢和權力，甚至是坐牢的威脅，喬這種人最可能的宿命，似乎就是早死。但在死亡來臨之前，他和他的朋友都決心要好好地、痛快地活下去。喬在幫派裡一路往上爬，從眩目華麗的爵士時代波士頓，到慾望橫流的佛羅里達坦帕拉丁區，再到古巴的酷熱街道。

## 改編電影
華納兄弟公司開發電影改編作品，由賓·艾佛力執導、監製和編劇，監製是里安納度·狄卡比奧和Jennifer Davisson Killoran。電影於2016年12月25日上映，收到褒貶不一的評價。